# Worcester contro Georgia
La sentenza della Corte Suprema degli Stati Uniti nel Caso Worcester contro Georgia (1832) è una delle decisioni più importanti nella storia della giurisprudenza statunitense. Il presidente della Corte suprema all'epoca era John Marshall, ex segretario di Stato del presidente degli Stati Uniti John Adams.

## Fatti
La questione riguardava gli indiani cherokee, e del loro allontanamento dalle terre dello stato della Georgia. Gli indiani vivevano tranquillamente nelle loro terre grazie ad antichi trattati di pace effettuati nel 1791 con gli Stati Uniti. Essi avevano leggi proprie e uno stato proprio. Accadde che nel 1828 venne scoperto l'oro nei loro possedimenti e la Georgia approfittò dell'occasione per dichiarare nulli tutti i patti precedenti per recuperare terre e beni preziosi in esse contenute. Gli indiani allora ricorsero con l'aiuto del missionario Samuel Austin Worcester che ebbe pesanti pressioni da parte del governatore George R. Gilmer.

## La sentenza
Marshall si espresse dichiarando l'incostituzionalità della legge statale, in quanto solo il governo federale poteva esprimersi in merito sulla questione dei cherokee.
Espresse il dissenso il solo Henry Baldwin, mentre favorevoli furono fra gli altri Joseph Story, Smith Thompson e John McLean.

## Eventi successivi
Andrew Jackson (presidente degli Stati Uniti d'America) sembra avesse seri dubbi sulla sentenze espressa, e appoggiando di fatto lo stato della Georgia gli indiani furono cacciati dal territorio sotto le minacce di armi, e durante il loro trasferimento, in quella che fu chiamata pista delle lacrime circa un quarto di tutti gli indiani trovarono la morte, si trattava di una marcia di circa 1600 km.